# Sainte-Reine-de-Bretagne

Localització de Sainte-Reine-de-Bretagne

Sainte-Reine-de-Bretagne (en bretó Santez-Rouanez-Breizh) és un municipi francès, situat a la regió de país del Loira, al departament de Loira Atlàntic, que històricament ha format part de la Bretanya. L'any 2006 tenia 1.789 habitants. Limita amb els municipis de Missillac, Pontchâteau, Crossac, Saint-Joachim i La Chapelle-des-Marais.

## Demografia
| 1962                                       | 1968  | 1975  | 1982  | 1990  | 1999  |
| ------------------------------------------ | ----- | ----- | ----- | ----- | ----- |
| 1.260                                      | 1.303 | 1.497 | 1.768 | 1.779 | 1.689 |
| Des de 1962: població sense dobles comptes |       |       |       |       |       |

## Administració
| Període | Identitat      | Partit |
| ------- | -------------- | ------ |
| 2008-   | Michel Perrais |        |